# Enbärstjärnen, Ångermanland
Enbärstjärnen är en sjö i Örnsköldsviks kommun i Ångermanland och ingår i Gideälvens huvudavrinningsområde.
Tjärnen ligger 200 meter söder om Lägstaån och har varken utflöde eller tillflöde.